# 西本ケン
西本 ケン（にしもと けん、1976年5月24日 - ）は日本のタレント。2014年4月からオフィスキイワード所属。

## 人物・略歴
- 2000年代から関西各局でラジオパーソナリティを勤めている。過去芸名の変更を行ったが、2014年12月現在、西本ケンとして活躍している[3]。本名は西本謙二郎。
- 大阪商業大学堺高等学校在学中は野球部に所属し、好きな球団は阪神タイガース。
- 趣味はランニング。青山高原つつじクォーターマラソン（第26回大会）や、村岡ダブルウルトラランニング（第15回大会・66km）の出場歴がある。

## 担当番組

### 現在
ラジオ
CM
- 守口市安否確認ホットライン(FM-HANAKO)
- 守口市市民税口座振替(FM-HANAKO)

### 過去
テレビ
ラジオ
- ルーキーリーグジャンプ第2期生(FMちゃお)[4]
- ちゃおチャオ792(FMちゃお)[5]
- わいわい土曜日(FMちゃお)[5]
- さわやかワイド824(FM-HANAKO)[6]
- おはようHANAKOです(FM-HANAKO)[7]
- Weekly Jam(FMなばり、2006年4月30日 - 2008年6月1日)
- せやて！名張やて！(FMなばり、2008年6月8日 - 6月29日)
- なばす亭(FMなばり、2012年4月3日 - 2013年7月11日)
- ほっと。すて〜しょ〜ん 83.5(FMなばり、2013年7月16日 - 10月31日)

CM
- 福永建設(FM-HANAKO)

## その他
舞台
少年探偵団(おきつも名張劇場、2013年12月23日)